# فخرفروشان (فیلم)
فخرفروشان (انگلیسی: Snobs) یک فیلم به کارگردانی اسکار آپفل است که در سال ۱۹۱۵ منتشر شد.